# Caspar René Gregory

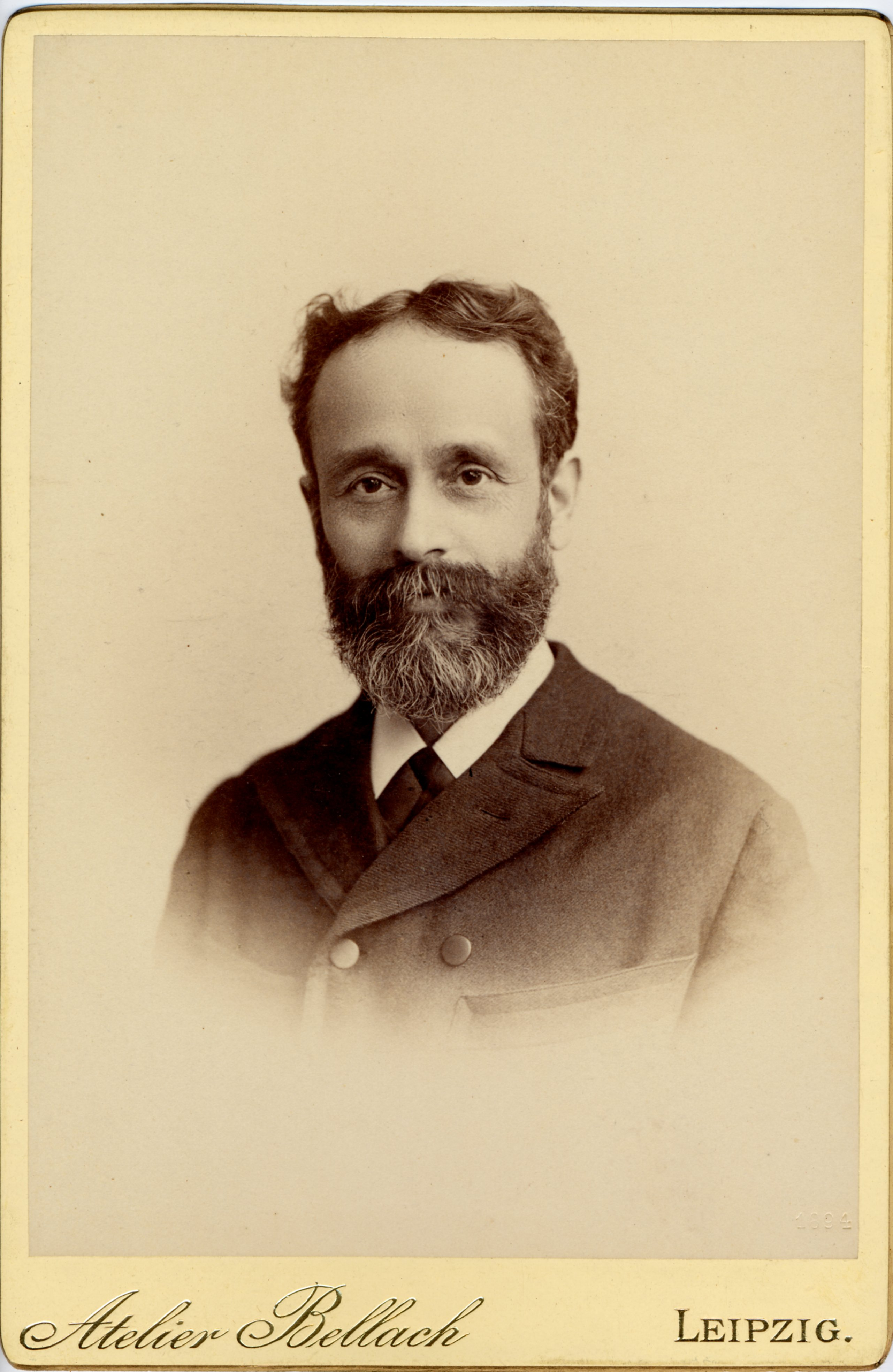
Caspar René Gregory

Caspar René Gregory (6 november 1846 in Philadelphia – 9 april 1917 in een veldhospitaal in Neuchâtel sur Aisne, Frankrijk) was een Duits-Amerikaanse theoloog. Amerikaan door geboorte, was het zijn eigen beslissing Duitser te worden.

## Leven
Gregory studeerde theologie aan twee Presbyteriaanse opleidingen: in 1865-67 aan de University of Pennsylvania en vervolgens van (1867-73) aan het Princeton Theological Seminary. In 1873 besloot hij verder te studeren aan de Universiteit van Leipzig bij Konstantin von Tischendorf, op wiens werk op het gebied van de tekstkritiek van het Nieuwe Testament hij geattendeerd was door zijn docent Ezra Abbot. Hij beheerde de nalatenschap van Tischendorf, na diens dood in 1874 en zette diens werk voort.
In 1876 promoveerde hij op een proefschrift over Gregorè the priest and the revolutionist. Promotor was een historicus, Georg Voigt. Gregory had kennelijk meerdere doctoraten. Karl Josef Friedrich noemt in zijn biografie van Gregory zelfs vijf doctoraten. In ieder geval staat vast dat hij in 1889 in Leipzig promoveerde in de theologie.
Gregory voltooide zijn post-doctorale werk in Leipzig in 1884, werd toegevoegd hoogleraar in 1889 en hoogleraar in volle rechten in 1891.
In augustus 1914 ging de Duits-Amerikaanse Gregory, die sedert 1881 burger was van Saksen, als oudste oorlogsvrijwilliger het leger in. In 1916 werd hij tweede luitenant; in 1917 sneuvelde hij aan het westelijk front.
Gregory was gespecialiseerd in de tekstkritiek van het Nieuwe Testament. Hij ordende de Bijbelse handschriften in een systeem (Die griechischen Handschriften des Neuen Testaments, 1908) dat nog steeds in gebruik is als de indeling van Gregory-Aland. Hij was ook de eerste die ontdekte (Wet van Gregory) dat men in de Middeleeuwen perkament consequent zo inbond, dat de vleeszijde altijd tegenover de vleeszijde van het volgende blad kwam en de vachtzijde tegenover de vachtzijde. Hij had ook belangstelling voor de Canon van de Bijbel.
Gregory heeft grote verdiensten gehad voor het onderzoek naar de handschriften van het Nieuwe Testament en de tekstkritiek van het Nieuwe Testament. Je kunt hem zelfs de tweede pionier op dit gebied noemen naast Von Tischendorf.
In Leipzig herinnert een gedenksteen met zijn portret in de Naunhofer Straße, voor de nieuwe Nikolai-school in de stadswijk Stötteritz, aan hem.

## Werken
- Prolegomena zu Tischendorfs Novum Testamentum Graece (editio VIII. critica major), 2 Vols., 1884-94 (German revised edition: text criticism of the NT, 3 Vols., 1900-09).
- (de) Gregory, C. R. (1900). Textkritik des Neuen Testaments. J.C. Hinrichs’sche Buchhandlung, Leipzig.
- Canon and Text of the New Testament, Edinburgh 1907.
- Das Freer-Logion (Hinrichs: Leipzig 1908)
- Die griechischen Handschriften des Neuen Testaments, Leipzig 1908.
- Einleitung in das Neue Testament, 1909
- Vorschläge für eine kritische Ausgabe des griechischen Neuen Testaments, 1911.
- Die Koridethi-Evangelien, 1913.
- Zu Fuß in Bibellanden, publ. by Hermann Guthe, 1919.

## Artikelen
- "The Essay 'Contra Novatianum'". The American Journal of Theology 3 (1899): 566–570.